# Benedek
A Benedek férfinév a latin benedictus szóból származik, amelynek jelentése: áldott. Női párja: Benedikta, Benetta, Benáta, Benita, esetleg önállósult becézője: Ditta.

## Rokon nevek
- Bene:[1] régi magyar becenévből önállósult[2]
- Bende:[1] becenévből önállósult[2]
- Benediktusz:[1] a név eredeti latin formájának magyar helyesírású változata[2]
- Benedikt:[1] a Benediktusz rövidülése[2]
- Benke:[1] a Benedek és a Benjámin régi becenevéből önállósult[2]
- Benkő:[1] a Benedek és a Benjámin régi becenevéből önállósult[2]
- Benett:[1] a Benedekből ófrancia közvetítéssel, majd a normannok által Angliában meghonosított vezetéknévből
- Benő

## Gyakorisága
Az 1990-es években a Benedek ritka név volt, a Bene, Bende, Benediktusz, Benedikt, Benke és Benkő szórványosan fordult elő, a 2000-es években a Benedek a 32-46. leggyakoribb férfinév, a többi nincs az első százban.

## Névnapok
- Benedek, Bene, Bende, Benediktusz, Benedikt, Benett: március 21.,[2] április 14.,[2] április 16.,[2] május 1.,[2] július 11.[2]
- Benke: január 12.,[2] november 1.[2]
- Benkő: január 16.,[2] március 11.[2]

A néphit szerint Sándor, József, Benedek zsákban hoznak meleget. Ez azt jelenti, hogy mivel március 18., március 19., és március 21-e után melegedik az idő, ezért ezek a nevek (mivel ekkor van a névnapjuk) meleg időt jósolnak.

## Híres Benedekek, Benék, Bendék, Benediktuszok, Benediktek, Benkék és Benkők
„Benedek” utónevű személyek szócikkeinek listája a Wikidata alapján